# Javiera Contador

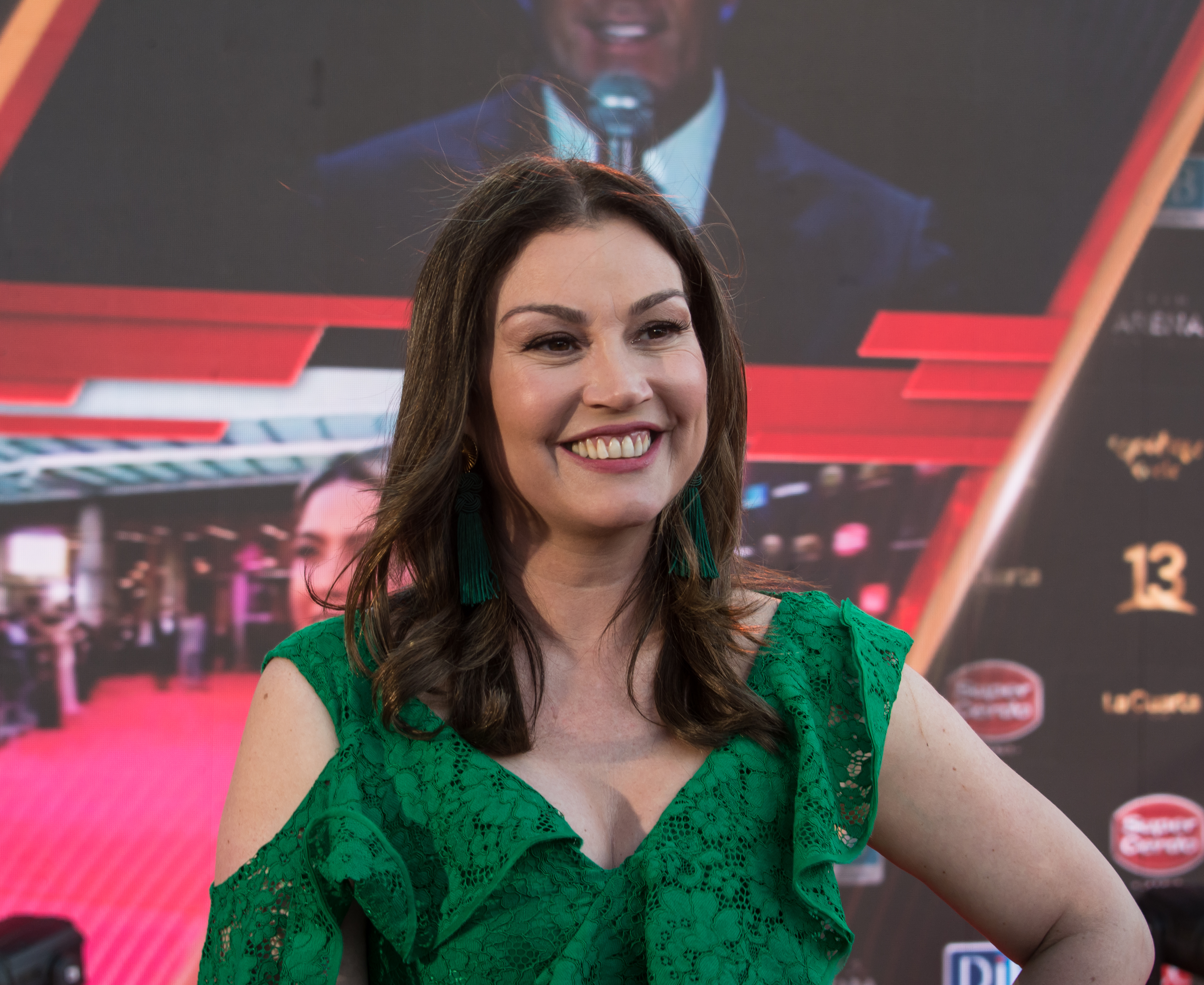
Javiera Contador (2018)

Javiera Isabel Contador Valenzuela (* 17. Juni 1974 in Santiago de Chile) ist eine chilenische Komikerin, Schauspielerin, Fernsehmoderatorin und Radiomoderatorin.

## Filmografie

### TV-Moderation
- 1995–1996: Cielo X (Vía X)
- 2000–2001: Video Loco (Canal 13)
- 2000–2002: Si se la puede gana (Canal 13)
- 2001: El Show de Pepito TV (Canal 13) als Pindi
- 2003: Conquistadores del Fin del Mundo (Canal 13)
- 2005: La Ruta del Nilo (TVN)
- 2006: La Ruta de Oceanía (TVN)
- 2008–2009: La Liga (Megavisión)
- 2009–2013: Mucho gusto (Megavisión)
- 2009: La muralla infernal (Megavisión)
- 2013: Desfachatados (Megavisión)
- Seit 2013: Buenos Días a Todos (TVN) – "Mi Hogar, mi felicidad"

### TV-Schauspielerin
- 1996: Loca piel (TVN) als Verónica Alfaro
- 1998: Amándote (Canal 13) als Paulina Valdés
- 1999: Fuera de Control (Canal 13) als Valentina Cervantes
- 2000: Sabor a ti (Canal 13) als Antonia Sarmiento
- 2001: A la suerte de la olla (Canal 13) als La Pato
- 2002: Más que amigos (Canal 13) als Claudia
- 2004: Tiempo final (TVN) als Plusieurs caractères
- 2005: Viva el teatro (Canal 13) als Plusieurs caractères
- 2006: La otra cara del espejo (Megavisión)
- 2006–2008: Casado con hijos (Megavisión) als Quena Gómez de Larraín
- 2009: Experimento Wayapolis (TVN) als Tia Popi
- 2010–2011: La Colonia (Megavisión) als Rosa Amunátegui

### Filmschauspielerin
- 1998: El entusiasmo als Isabel (Voice)
- 2000: Smog
- 2002: Sangre eterna
- 2008: Chile Puede als Ana María
- 2011: Sal als María